# Rainer Hajek
Rainer Hajek (* 25. Januar 1945 in Wilhelmshaven) ist ein deutscher Politiker der CDU und war von 2016 bis 2017 Mitglied des Deutschen Bundestages.

## Leben und Beruf
Nach dem Besuch der Volksschule absolvierte Hajek eine Ausbildung als Groß- und Außenhandelskaufmann. 1964 ließ er sich für zwei Jahre zum Dienst als Zeitsoldat bei der Bundeswehr verpflichten. Nach Ableistung des Grundwehrdienstes am Leegerplats Budel folgten bis 1966 diverse Lehrgänge sowie der Einsatz beim Fernmelderegiment in Aurich und beim SOC. Im Anschluss daran arbeitete er als kaufmännischer Angestellter und ab 1981 war er auch Handlungsbevollmächtigter. Neben seiner beruflichen Tätigkeit besuchte er ab 1972 das betriebswirtschaftliche Seminar „Praktischer Betriebswirt“, das er 1973 erfolgreich in Oldenburg abschloss. 2009 erfolgte sein Eintritt in den Ruhestand.
Von 2009 bis 2016 fungierte er als Vorsitzender des VdK-Ortsverbandes Bockhorn.
Rainer Hajek ist verheiratet und hat drei Kinder.

## Politik
Hajek trat im Mai 1996 in die CDU ein und wurde später in den Landesvorstand der CDU Oldenburg sowie in den Landesvorstand der CDU in Niedersachsen gewählt. Daneben engagiert er sich in der Senioren-Union. Anfang 2007 wurde er zum Vorsitzenden der Senioren-Union Friesland und im September 2010 zum Landesvorsitzenden der Senioren-Union der CDU in Niedersachsen gewählt. Des Weiteren ist er Mitglied des Bundesvorstandes der Senioren-Union.
Dem Deutschen Bundestag gehörte Hajek ab dem 1. November 2016 an, als er über die Landesliste der CDU für den ausgeschiedenen Abgeordneten Heiko Schmelzle nachrückte. Im Parlament war er Ordentliches Mitglied des Ausschusses für Gesundheit und Stellvertretendes Mitglied des Ausschusses für die Angelegenheiten der Europäischen Union.